# Abraham Guié Gneki
Abraham Guié Gneki – noto anche come Abraham Guié Guié – (San-Pédro, 25 luglio 1986) è un ex calciatore ivoriano, di ruolo attaccante.

## Carriera

### Club
Ha giocato nella massima serie di Sudafrica, Ungheria e Francia.

## Palmarès

### Club

#### Competizioni nazionali
- Coppa d'Ungheria: 2

Honvéd: 2006-2007, 2008-2009
- Coppa di Cipro: 2

Apollōn Limassol: 2015-2016, 2016-2017
- Supercoppa di Cipro: 1

Apollōn Limassol: 2016